# Preston Burke
Preston Xavier Burke – fikcyjny bohater serialu Chirurdzy, stacji ABC, grany przez Isaiah Washingtona, a stworzony przez Shondę Rhimes.

## Opis postaci
Preston Burke to kardiotorakochirurg, który skończył prestiżowy Johns Hopkins Medical School. W czasie studiów poznał Ericę Hahn, z którą rywalizował. Richard Webber ściągnął go do SGH i uważał go za faworyta do fotela szefa chirurgii po tym, jak wyszedł na jaw romans Dereka z Meredith. Burke nawiązał romans z Cristiną, która po krótkim czasie zaszła z nim w ciążę, jednak poroniła. Jednym z jego pacjentów był Denny Duquette, narzeczony Izzie. W trakcie jego leczenia, Preston został postrzelony, czego efektem była operacja. Na skutek operacji Burke miał drżenie rąk, co ukrywał przed wszystkimi, wspólnie z Cristiną. Gdy Cristina, w końcu, ujawniła sekret, Derek zoperował ponownie jego rękę i Burke wrócił do pełnej sprawności, a także oświadczył się Cristinie. W dniu ślubu, Burke zostawił Cristinę, ponieważ nie chciał jej zmuszać do robienia czegoś, czego nie chce. Była jedynie mała wzmianka, w 4. sezonie, że Preston zdobył nagrodę Harpera Avery'ego.
Preston Burke pojawia się w sezonie 10, w odcinku 22, proponuje Cristinie swoje stanowisko szefa prywatnej praktyki w Szwajcarii, Cristina przyjmuje jego propozycję.